# Бояни (Мазовецьке воєводство)
Бояни (пол. Bojany) — село в Польщі, у гміні Брок Островського повіту Мазовецького воєводства.
Населення — 87 осіб (2011).
У 1975-1998 роках село належало до Остроленцького воєводства.

## Демографія
Демографічна структура станом на 31 березня 2011 року:
|          | Загалом | Допрацездатний вік | Працездатний вік | Постпрацездатний вік |
| -------- | ------- | ------------------ | ---------------- | -------------------- |
| Чоловіки | 46      | 3                  | 34               | 9                    |
| Жінки    | 41      | 4                  | 24               | 13                   |
| Разом    | 87      | 7                  | 58               | 22                   |